# Zgharta (distrito)
Zgharta é um distrito libanês localizado na província do Líbano Setentrional. A capital do distrito é a cidade de Zgharta.
A população estimada do distrito é de 90.000 (1998). Cerca de 50% da população do distrito reside no pólo econômico de Zgharta: Zgharta, Rachiine, Kfardlakos, Kfarhata, Mijdlayiah, Ardeh e Harf Ardeh. A maioria da população é maronita.
A agricultura é a principal atividade do distrito, com destaque para a produção de óleo de oliva na área costeira e frutas (maçãs e pêras) na parte montanhosa. Recentemente percebe-se o desenvolvimento de um modesto setor de serviços ao redor do pólo de Zgharta.

## Localidades
- Aarjes
- Aintourine
- Aitou
- Alma
- Arbet Kozhaya
- Ardeh
- Ashash
- Aslout
- Asnoun
- Basloukit
- Bchennine
- Beit Awkar
- Beit Obeid
- Besbeel
- Bhairet Toula
- Bnachii
- Bousit
- Daraya
- Ehden
- Ejbeh
- Fraydiss
- Haret Al Fawar
- Harf Ardeh
- Hawqa
- Hilan
- Iaal
- Jdaydeh
- Kadrieh
- Karahbache
- Karmsaddeh
- Kfardlakos
- Kfarfou
- Kfarhawra
- Kfarsghab
- Kfarshakhna
- Kfarhata Zgharta
- Kfaryachit
- Kfarzeina
- Khaldieh
- Kifraya
- Mazraat Al Nahr
- Mazraat Al Toufah
- Mazraat hraikis
- Mejdlaya
- Miriata
- Miziara
- Rachiine
- Raskifa
- Sebhel
- Sereel
- Toula
- Zgharta